# Alfred Goullet

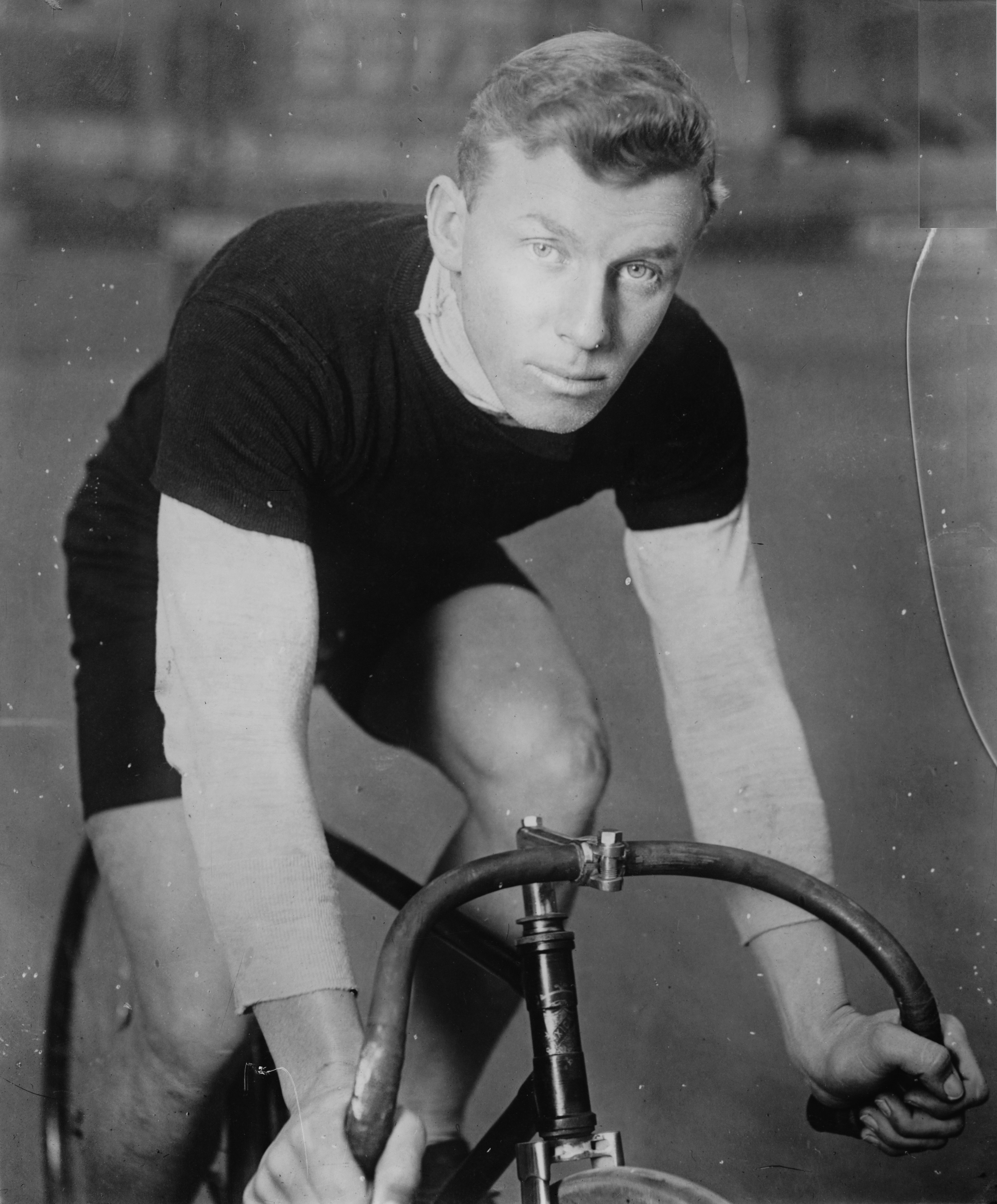
Alf Goullet.

Alfred "Alf" Goullet, född 5 april 1891 i Gippsland, Victoria, död 11 mars 1995 i Toms River, New Jersey, var en australisk tävlingscyklist.
Goullet var 1913–1923 världens mest framgångsrika sexdagarsryttare. Han vann sju gånger New Yorks sexdagars och 1913 Paris sexdagars.